# Madárdal tanösvény

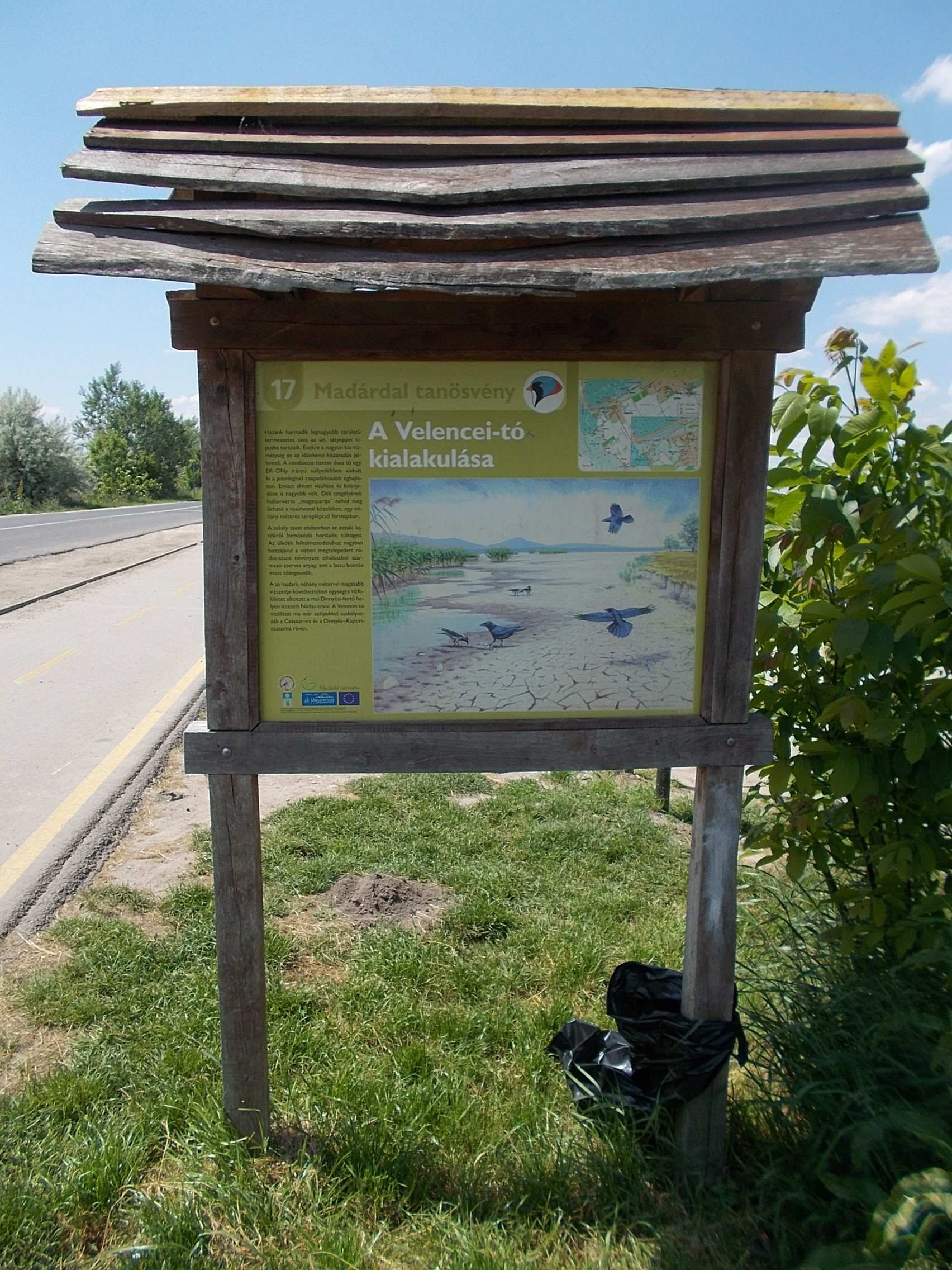
A Madárdal tanösvény 17. állomása

A Madárdal tanösvény Elzamajor–Dinnyés–Agárd útvonalon elterülő, 15 kilométer hosszú tanösvény. A tanösvény túravezetője Fenyvesi László.

## Története
A Madárdal tanösvényt 2010. május 29-én adta át Gárdony Város Önkormányzata és a Duna–Ipoly Nemzeti Park Igazgatósága.
2016. augusztus 7-én a tanösvény 5. állomásánál levő madárles leégett, amit újjá kellett építeni.
2020-ban elbontásra került a tanösvény fahídja Dinnyés közelében, mivel életveszélyes állapotba került az állapota. Emiatt  a tanösvényt a korábbi útvonal helyett jelentős kerülővel letett végigjárni. A fahíd helyreállítása 2021-ben készült el, a „Kiemelt jelentőségű vizes élőhelyek fejlesztése és bemutatása Fejér megyében” című, KEHOP-4.1.0-15-2016-00054 azonosítószámú operatív program keretében.